# Роуз (Keeping Up Appearances)
Роуз је измишљени лик из британске серије комедије ситуације Keeping Up Appearances (значење: Одржавање угледа). У првој сезони је глуми Ширли Стелфокс, док у осталих четири то ради Мери Милар. Роуз је привлачнија, иако остарија сестра помодарне Хајасинт Бакет, односно како је комшија Емет описује: 'Она са питомим ногама'. Живи у дотрајалој државној кући са сестром Дејзи, њеним аљкавим мужем Онзлоуом и својим сенилним оцем, кога Хајасинт у серији зове „Татица“. Роуз га обично тако не зове.
Она је промискуитетна, увек носи одећу која открива тело, а вечито је у вези са неким мушкарцем који је обично ожењен. То јој даје углед блуднице и јефтине жене, још једаног нижекласног члана породице да осрамоти Хајасинт Бакет. Као и са осталим сиромашнијим рођацима, Хајасинт је срамота од Роуз и боји се да јој не поквари планове да се успне уз друштвену лествицу. Међутим, када год ова најмлађа од трију сестара постане узрујана или депресивна (најчешће због несрећног догађаја са момком), Хајасинт јој увек притиче у помоћ и јасно показује да јој је стало. Чак је једном и љуби у образ, а то у четвртој епизоди прве сезоне.
Насупрот томе, ова жена кратке сукње никад не оклева да се уплете у Хајасинтин живот, често јурећи њене мушке познанике као што су (ожењени) парох и комшија Емет. Парохова завидна жена Роуз назива 'вампирском сестром'.
Ричард је у трећој сезони описује као „нежну душу“ која је само мало „побркана“.
Изглед јој значи све, што важи и за Хајасинт, с тим што су им циљеви драстично другачији. Њен провокативни начин живота представља један део хумора серије, а изазива саркастичне Онзлоуове опаске.